# Asłan Sanakojew
Asłan Sanakojew (ur. 19 grudnia 1978) – rosyjski i uzbecki zapaśnik walczący w stylu wolnym. Zajął siódme miejsce na mistrzostwach świata w 2002. Czwarty na igrzyskach azjatyckich w 2002. Złoty medal na mistrzostwach Azji w 1999, srebrny w 2001. Drugi w Pucharze Świata w 2001. Jako junior startował dla reprezentacji Rosji. Został mistrzem Europy w 1996, a w 1997 sięgnął po brązowy medal.